# Dissophthalmus
Dissophthalmus là một chi bướm đêm thuộc họ Geometridae.